# ديريك كاسيدي
ديريك كاسيدي (بالإنجليزية: Derek Cassidy)‏ هو لاعب كرة قدم أمريكية أمريكي، ولد في 2 ديسمبر 1986 في وينتر هافن في الولايات المتحدة.

## وصلات خارجية
- ديريك كاسيدي على موقع JustSportsStats.com (الإنجليزية)